# Brocchinia vestita
Espèce
Classification phylogénétique
Brocchinia vestita est une espèce de plantes de la famille des Bromeliaceae, endémique du Venezuela.

## Distribution
L'espèce est endémique du sud de l'État d'Amazonas au Venezuela.

## Description
L'espèce est épiphyte ou hémicryptophyte.